# 景罕镇
景罕镇（ᥐᥥᥒᥰ ᥑᥛᥰ），是中华人民共和国云南省德宏傣族景颇族自治州陇川县下辖的一个乡镇级行政单位。

## 行政区划
景罕镇下辖以下地区：
景罕村、曼软村、曼面村、罕等村、曼晃村、曼胆村、广宋村和广帕村。